# مانويل أوجارت
مانويل أوجارت (بالإسبانية: Manuel Ugarte)‏ هو دبلوماسي وكاتب ومؤلف أرجنتيني، ولد في 27 فبراير 1875 في بوينس آيرس في الأرجنتين، وتوفي في 2 ديسمبر 1951 في نيس في فرنسا.